# Bicycleran
Bicycleran (persa: بايسيكلران) és una pel·lícula dramàtica esportiva iraniana de 1987 escrita i dirigida per Mohsen Makhmalbaf, protagonitzada per Moharram Zaynalzadeh com Abu Ahmed.

## Argument
Noghre, dona de Nasim, un pobre refugiat afganès a l'Iran, pateix una malaltia greu el tractament de la qual és car. Nasim la fa hospitalitzar contra la seva voluntat mentre cerca diners.
Després d'haver reconegut a Nasim com un antic campió de ciclisme, un venedor de voreres li ofereix un tracte: anar en bicicleta el màxim de temps possible a canvi de la gran quantitat de diners que necessita. Aleshores Nasim va a la pista.
Els apostadors professionals accepten pagar el cost de la seva valenta maniobra. Com a resultat, l'escenari atreu multituds curioses d'arreu. Al cap d'una setmana, en acabar l'aposta, el venedor de la vorera abandona el lloc acompanyat d'una gitana, deixant Nasim, envoltat de periodistes, Al final, fins i tot després de set dies, continua pedalant sense parar, massa cansat per escoltar les súpliques del seu fill i de la multitud de baixar de la bicicleta. Un erudit analitza la pel·lícula com una al·legoria paral·lela a l'explotació que pateixen els refugiats afganesos a l'Iran i de la qual no poden escapar.

## Repartiment
- Moharam Zeynalzadeh : Nasim
- Mahshid Afsharzadeh : Noghre
- Samira Makhmalbaf
- Firouz Kiani
- Esmail Soltanian

## Reconeixements
El 1991 la pel·lícula va guanyar el premi a la millor pel·lícula narrativa al Festival Internacional de Cinema de Hawaii.